# Pristimantis pirrensis
Pristimantis pirrensis là một loài động vật lưỡng cư trong họ Strabomantidae, thuộc bộ Anura. Loài này được Ibáñez & Crawford mô tả khoa học đầu tiên năm 2004.